# Шилкін Михайло Сергійович
Михайло Сергійович Шилкін (травень 1905, місто Москва — 1978) — радянський партійний діяч, 2-й секретар ЦК КП(б) Таджикистану. Член Бюро ЦК КП(б) Таджикистану (1939–1950). Депутат Верховної ради Таджицької РСР 1—2-го скликань. Депутат Верховної Ради СРСР 3-го скликання.

## Біографія
Народився в родині робітника. Закінчив початкову школу.
У 1922—1924 роках — учень слюсаря, підручний слюсаря, слюсар депо Московсько-Казанської залізниці в Москві.
У 1924—1926 роках — заступник завідувача клубу, слюсар, секретар осередку комсомолу, завідувач агітацією осередку ВКП(б) депо Московсько-Казанської залізниці в Москві.
Член РКП(б) з 1925 року.
У 1926—1929 роках — помічник машиніста, машиніст депо Московсько-Казанської залізниці.
У 1929—1931 роках — завідувач школи № 2 міста Москви.
У 1931 році — секретар осередку ВКП(б), завідувач організаційного відділу об'єднаного партійного комітету депо Московсько-Казанської залізниці в Москві.
У 1931—1932 роках — машиніст депо Московсько-Казанської залізниці.
У 1932—1934 роках — інспектор, старший інспектор Московської міської Контрольної комісії ВКП(б) — Робітничо-селянської інспекції (КК—РСІ).
У 1934—1937 роках — старший контролер Комісії партійного контролю при ЦК ВКП(б) у Москві.
У 1937 році — старший контролер Уповноваженого Комісії партійного контролю при ЦК ВКП(б) по Таджикистану.
У 1937—1939 роках — завідувач відділу радянської торгівлі ЦК КП(б) Таджикистану.
21 червня 1939 — 5 червня 1946 року — секретар ЦК КП(б) Таджикистану із кадрів.
У 1945—1946 роках — слухач Вищої школи партійних організатор при ЦК ВКП(б).
5 червня 1946 — 15 листопада 1950 року — 2-й секретар ЦК КП(б) Таджикистану.
З 1950 року — на навчанні в Москві.
Подальша доля невідома.

## Нагороди
- чотири ордени Леніна (5.01.1944, 25.02.1948,)
- орден Трудового Червоного Прапора (27.10.1939)
- ордени
- медалі